# Junko Sawamatsu
Junko Sawamatsu (Japans: 沢松 順子, Sawamatsu Junko) (Nishinomiya, 10 april 1948) is een voormalig tennisspeelster uit Japan.

## Loopbaan
In 1970 speelde zij met haar drie jaar jongere zuster Kazuko Sawamatsu in de kwartfinale van Wimbledon.
Sawamatsu kwam voor Japan uit op de Fed Cup.

## Privé
Haar dochter Naoko Sawamatsu speelde ook tennis op het WTA- en ITF-circuit.

## Resultaten grandslamtoernooien
| Legenda | Legenda                          |
| ------- | -------------------------------- |
| g.t.    | geen toernooi gehouden           |
| l.c.    | lagere categorie                 |
| –       | niet deelgenomen                 |
| G       | uitgeschakeld in de groepsfase   |
| 1R      | uitgeschakeld in de eerste ronde |
| 2R      | uitgeschakeld in de tweede ronde |
| 3R      | uitgeschakeld in de derde ronde  |
| 4R      | uitgeschakeld in de vierde ronde |
| KF      | uitgeschakeld in de kwartfinale  |
| HF      | uitgeschakeld in de halve finale |
| F       | de finale verloren               |
| W       | het toernooi gewonnen            |
| w-v     | winst/verlies-balans             |

### Enkelspel
| toernooi        | 1968 | 1969 |    | 1971 |
| --------------- | ---- | ---- | -- | ---- |
| Australian Open | –    | –    | –  |      |
| Roland Garros   | 1R   | 1R   | –  |      |
| Wimbledon       | –    | –    | –  |      |
| US Open         | –    | –    | 1R |      |

### Vrouwendubbelspel
| toernooi        | 1968 | 1969 | 1970 | 1971 |
| --------------- | ---- | ---- | ---- | ---- |
| Australian Open | –    | –    | –    | –    |
| Roland Garros   | –    | 3R   | 2R   | 2R   |
| Wimbledon       | 2R   | 3R   | KF   | 1R   |
| US Open         | –    | –    | –    | 1R   |

### Gemengd dubbelspel
| toernooi        | 1969 | 1970 | 1971 |
| --------------- | ---- | ---- | ---- |
| Australian Open | –    | g.t. | g.t. |
| Roland Garros   | 1R   | 1R   | 2R   |
| Wimbledon       | –    | 2R   | –    |
| US Open         | –    | –    | 2R   |